# La espada del cazador (historieta)
La Espada del Cazador es un cómic de una página dibujado por el artista colombiano Juan Esteban Patiño y guionizado por el escritor español Rubén Serrano Calvo. Está basado en un relato hiperbreve de ciencia ficción del propio autor, publicado en el libro titulado ¡Cuánto Cuento! (ed. Acumán, 2005). 
La historieta apareció en la revista Exégesis (una publicación en línea de ciencia ficción) en mayo del 2010 y en el 2011 fue galardonada con el premio Ignotus al mejor tebeo.

## Argumento
El cómic muestra cómo un alto mandatario de un imperio colonial del futuro trata de justificar, mediante un discurso público, una terrible acción de castigo contra una colonia de un lejano planeta que pretende alcanzar la independencia. Antes de que termine el discurso, el planeta rebelde es destruido por completo.
A pesar de la brevedad de la historia, el autor realiza a través de ella una crítica del imperialismo.